# Canoagem nos Jogos Olímpicos de Verão de 2000 - Slalom K-1 feminino
A competição feminina de slalom K-1 500m da canoagem nos Jogos Olímpicos de Verão de 2000 foi realizada entre os dias 27 de setembro e 1 de outubro de 2000. O local da competição olímpica ocorreu no estádio Penrith Whitewater.

## Medalhistas
|  | CZE Chéquia         |  | FRA França      |  | FRA França       |
|  | Štěpánka Hilgertová |  | Brigitte Guibal |  | Anne-Lise Bardet |

## Resultados

### Qualificação
Cada um dos 20 competidores fizeram duas corridas no curso de slalom de águas bravas no dia 17 de setembro. A pontuação combinada de ambas as corridas contabilizaram para a classificação geral com os 15 melhores colocados avançando para a rodada final que ocorreu no dia seguinte.
| Posição | Atelta                   | Nação               | Corrida 1 | Corrida 1 | Corrida 1 | Corrida 2 | Corrida 2 | Corrida 2 | Resultado |
| Posição | Atelta                   | Nação               | Tempo     | Pontos    | Total     | Tempo     | Pontos    | Total     | Total     |
| ------- | ------------------------ | ------------------- | --------- | --------- | --------- | --------- | --------- | --------- | --------- |
| 1       | Elena Kaliská            | SVK Eslováquia      | 141.58    | 0         | 141.58    | 139.32    | 4         | 143.32    | 284.90    |
| 2       | Štěpánka Hilgertová      | CZE República Checa | 143.56    | 0         | 143.56    | 141.51    | 0         | 141.51    | 285.07    |
| 3       | Irena Pavelková          | CZE República Checa | 144.47    | 2         | 146.47    | 142.07    | 2         | 144.07    | 290.54    |
| 4       | Brigitte Guibal          | FRA França          | 145.67    | 2         | 147.67    | 140.95    | 4         | 144.95    | 292.62    |
| 5       | Gabriela Stacherová      | SVK Eslováquia      | 148.55    | 0         | 148.55    | 146.38    | 0         | 146.38    | 294.93    |
| 6       | Rebecca Giddens          | USA Estados Unidos  | 144.48    | 4         | 148.48    | 146.13    | 2         | 148.13    | 296.61    |
| 7       | Mandy Planert            | GER Alemanha        | 147.96    | 4         | 151.96    | 144.43    | 2         | 146.43    | 298.39    |
| 8       | Susanne Hirt             | GER Alemanha        | 151.29    | 4         | 155.29    | 141.65    | 2         | 143.65    | 298.94    |
| 9       | Sandra Friedli           | SUI Suíça           | 148.89    | 2         | 150.89    | 145.12    | 10        | 155.12    | 306.01    |
| 10      | Violetta Oblinger-Peters | AUT Áustria         | 147.71    | 2         | 149.71    | 154.77    | 4         | 158.77    | 308.48    |
| 11      | Anne-Lise Bardet         | FRA França          | 148.90    | 6         | 154.90    | 152.18    | 2         | 154.18    | 309.08    |
| 12      | María Eizmendi           | ESP Espanha         | 154.02    | 6         | 160.02    | 149.15    | 2         | 151.15    | 311.17    |
| 13      | Laura Blakeman           | GBR Grã-Bretanha    | 151.47    | 4         | 155.47    | 148.00    | 8         | 156.00    | 311.47    |
| 14      | Danielle Woodward        | AUS Austrália       | 153.49    | 8         | 161.49    | 148.31    | 4         | 152.31    | 313.80    |
| 15      | Margaret Langford        | CAN Canadá          | 157.55    | 6         | 163.55    | 146.96    | 4         | 150.96    | 314.51    |
| 16      | Cristina Giai Pron       | ITA Itália          | 153.34    | 4         | 157.34    | 158.55    | 6         | 164.55    | 321.89    |
| 17      | Nada Mali                | SLO Eslovênia       | 157.26    | 6         | 163.26    | 156.19    | 6         | 162.19    | 325.45    |
| 18      | Eadaoin Ní Challarain    | IRL Irlanda         | 159.93    | 8         | 167.93    | 157.56    | 6         | 163.56    | 331.49    |
| 19      | Beata Grzesik            | POL Polônia         | 152.80    | 56        | 208.80    | 145.58    | 2         | 147.58    | 356.38    |
| 20      | Florence Fernandes       | POR Portugal        | 171.65    | 56        | 227.65    | 160.10    | 2         | 162.10    | 389.75    |

### Final
No dia 18 de setembro, cada um dos 15 competidores fizeram duas corridas no curso de slalom. A pontuação combinada de ambas as corridas contabilizaram para a classificação final.
| Posição | Atleta                   | Nação               | Corrida 1 | Corrida 1 | Corrida 1 | Corrida 2 | Corrida 2 | Corrida 2 | Resultado |
| Posição | Atleta                   | Nação               | Tempo     | Pontos    | Total     | Tempo     | Pontos    | Total     | Total     |
| ------- | ------------------------ | ------------------- | --------- | --------- | --------- | --------- | --------- | --------- | --------- |
| 1       | Štěpánka Hilgertová      | CZE República Checa | 125.21    | 0         | 125.21    | 121.83    | 0         | 121.83    | 247.04    |
| 2       | Brigitte Guibal          | FRA França          | 122.98    | 2         | 124.98    | 124.90    | 2         | 126.90    | 251.88    |
| 3       | Anne-Lise Bardet         | FRA França          | 125.77    | 0         | 125.77    | 129.00    | 0         | 129.00    | 254.77    |
| 4       | Elena Kaliská            | SVK Eslováquia      | 126.68    | 0         | 126.68    | 125.27    | 4         | 129.27    | 255.95    |
| 5       | Irena Pavelková          | CZE República Checa | 127.31    | 2         | 129.31    | 126.80    | 0         | 126.80    | 256.11    |
| 6       | Mandy Planert            | GER Alemanha        | 124.03    | 2         | 126.03    | 129.82    | 2         | 131.82    | 257.85    |
| 7       | Rebecca Giddens          | USA Estados Unidos  | 127.26    | 2         | 129.26    | 127.43    | 2         | 129.43    | 256.69    |
| 8       | Danielle Woodward        | AUS Austrália       | 128.58    | 4         | 132.58    | 129.31    | 0         | 129.31    | 261.89    |
| 9       | Sandra Friedli           | SUI Suíça           | 125.79    | 2         | 127.79    | 128.51    | 6         | 134.51    | 262.30    |
| 10      | Susanne Hirt             | GER Alemanha        | 129.08    | 2         | 131.08    | 132.93    | 2         | 134.93    | 266.01    |
| 11      | Gabriela Stacherová      | SVK Eslováquia      | 134.02    | 0         | 134.02    | 132.61    | 2         | 134.61    | 268.63    |
| 12      | Laura Blakeman           | GBR Grã-Bretanha    | 134.91    | 2         | 136.91    | 136.80    | 0         | 136.80    | 273.71    |
| 13      | Margaret Langford        | CAN Canadá          | 136.82    | 4         | 140.82    | 129.32    | 4         | 133.32    | 274.14    |
| 14      | María Eizmendi           | ESP Espanha         | 134.97    | 2         | 136.97    | 135.58    | 4         | 139.58    | 276.55    |
| 15      | Violetta Oblinger-Peters | AUT Áustria         | 143.64    | 2         | 145.64    | 134.65    | 2         | 136.65    | 282.29    |